# Planha (Aude)
Planha (en francès Plaigne) és un municipi francès situat al departament de l'Aude i a la regió d'Occitània.